# 施塔姆斯
施塔姆斯是奥地利蒂罗尔州伊姆斯特县的一个市镇。总面积33.56平方公里，总人口1300人，人口密度38.7人/平方公里（2005年）。

施塔姆斯 - Stams
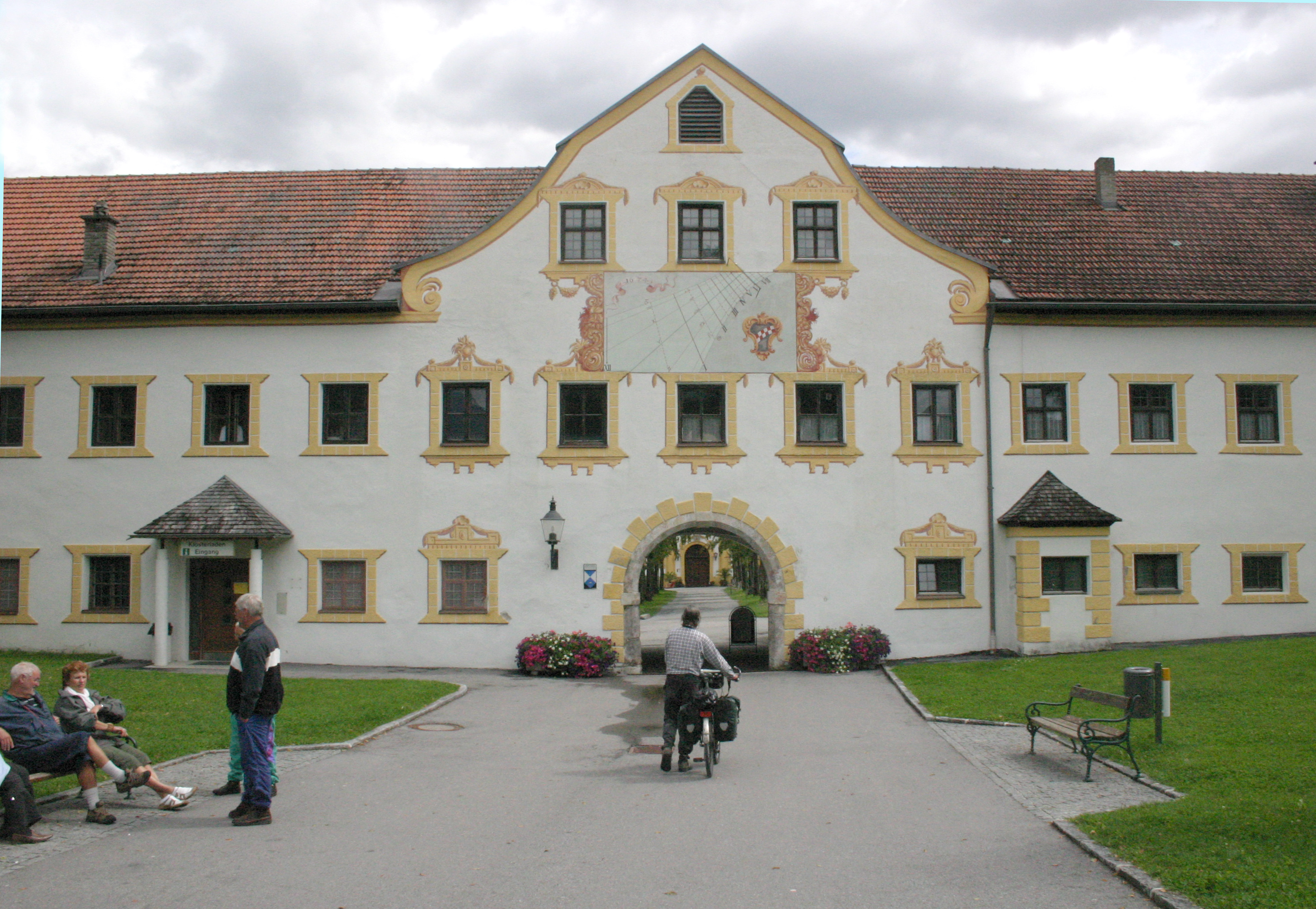
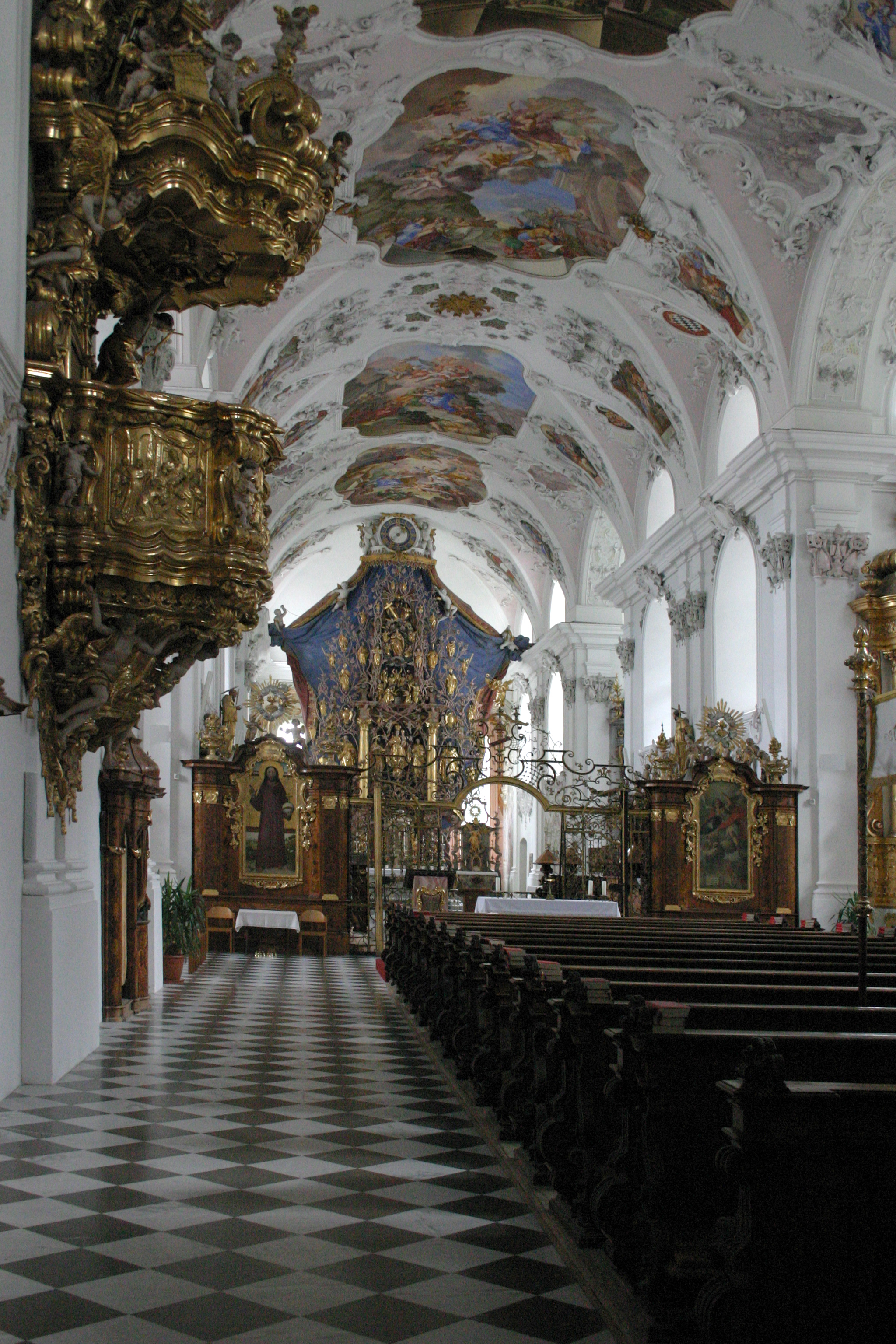
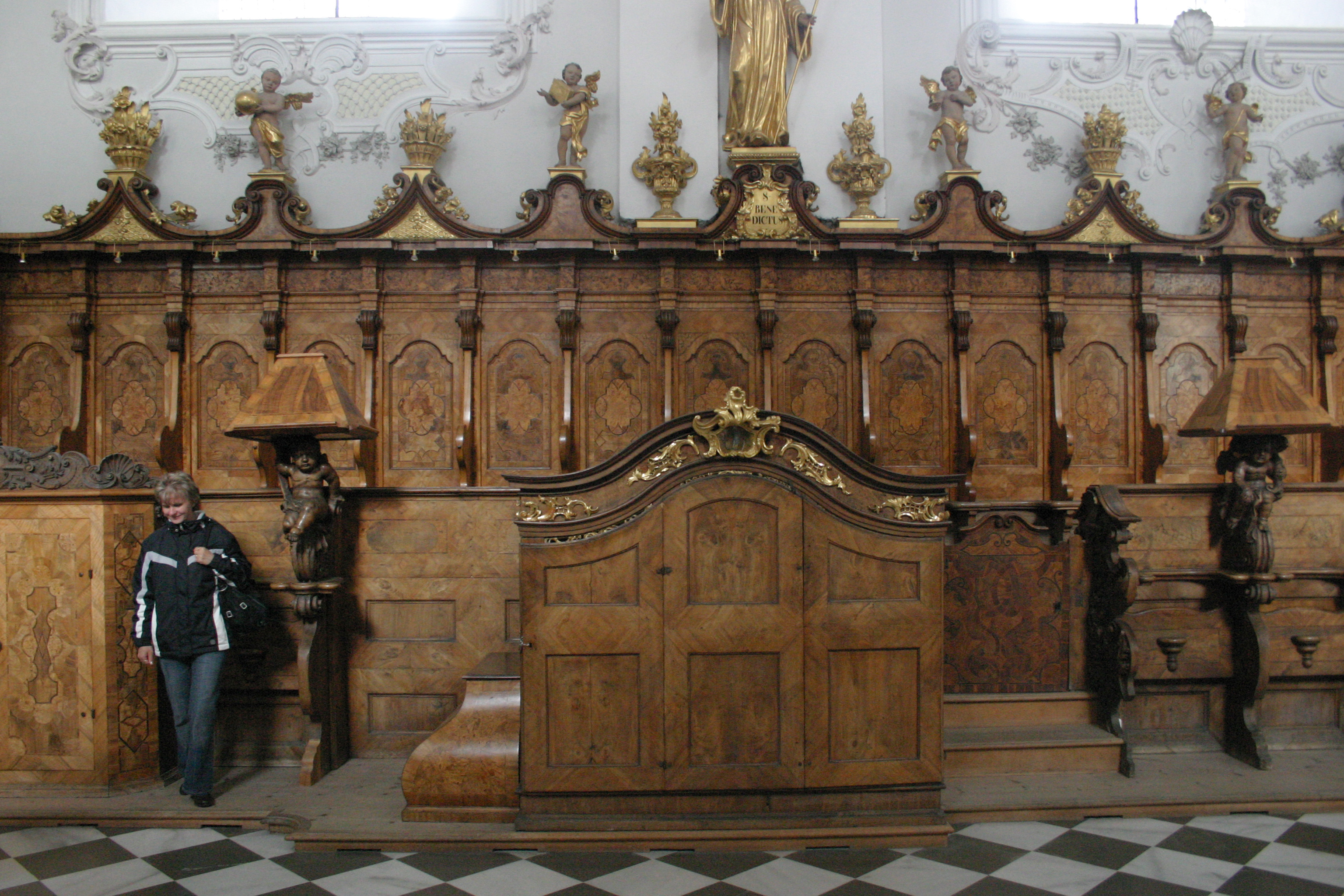
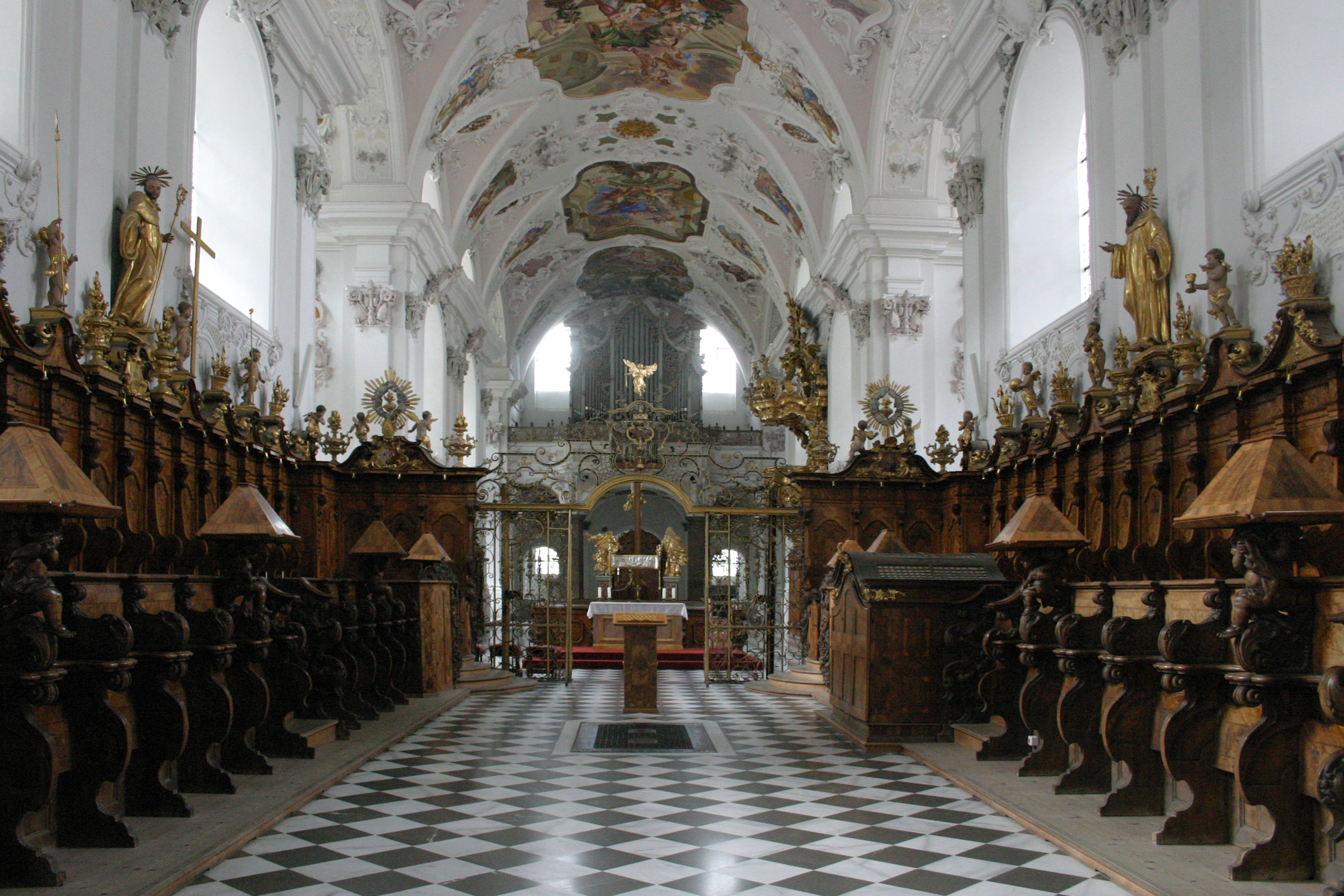
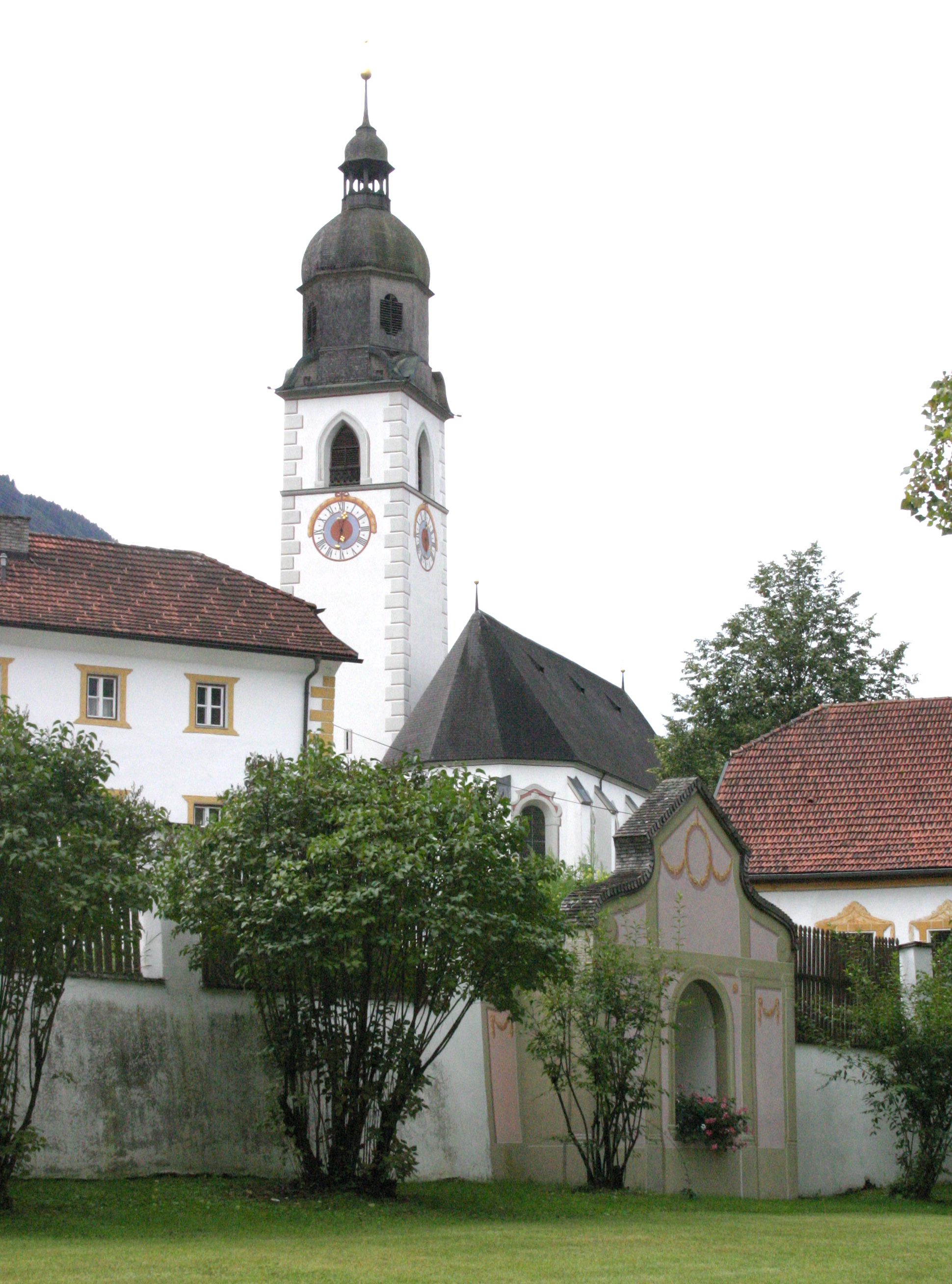
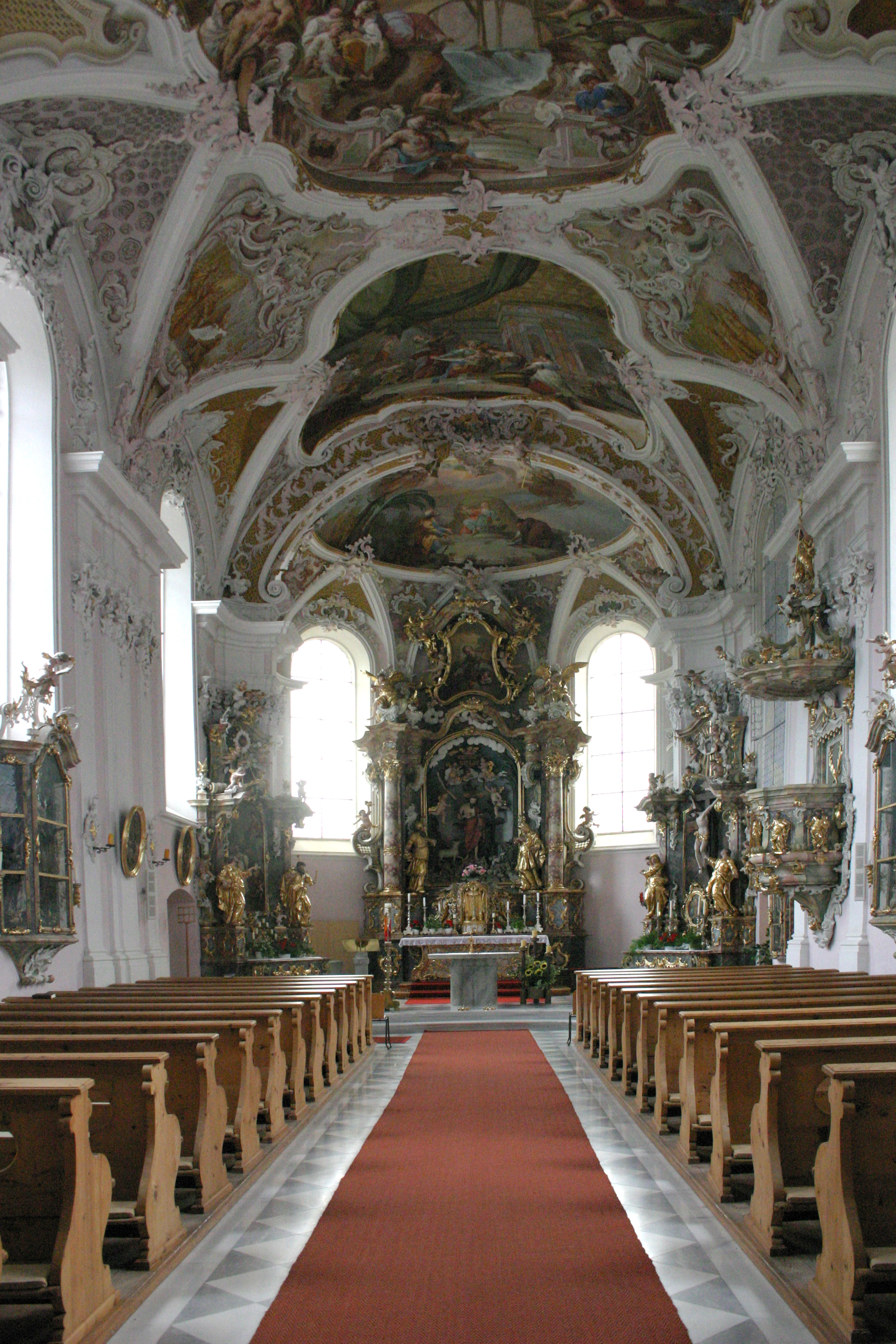
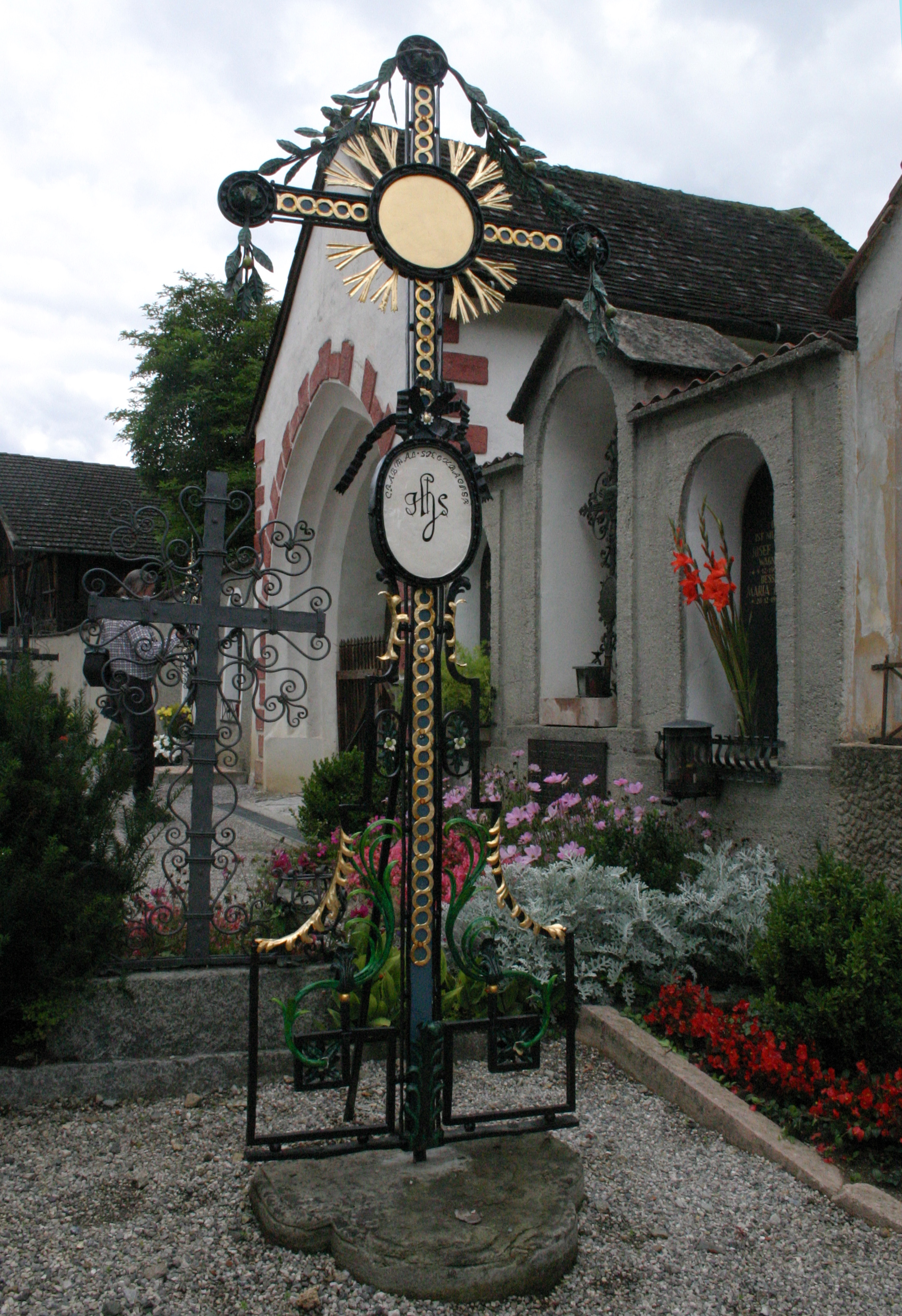